# Терновый (Тбилисский район)
Терновый — посёлок в Тбилисском районе Краснодарского края.
Входит в состав Тбилисского сельского поселения.

## Население
| 2002 | 2010 |
| ---- | ---- |
| 223  | ↘191 |

- ул. Весёлая,
- ул. Западная,
- ул. Набережная,
- ул. Хуторская,
- ул. Центральная.